# Saint-Pierre-de-Salerne
Saint-Pierre-de-Salerne es una localidad y comuna francesa situada en la región de Alta Normandía, departamento de Eure, en el distrito de Bernay y cantón de Brionne.

## Demografía
| 185 | 170 | 162 | 193 | 210 | 204 |
| Para los censos de 1962 a 1999 la población legal corresponde a la población sin duplicidades (Fuente: INSEE [Consultar]) |     |     |     |     |     |